# 생마르탱 축구 국가대표팀
생마르탱 축구 국가대표팀(프랑스어: Équipe de Saint-Martin de football)은 이전에 프랑스의 해외 영토중 하나인 과들루프의 일부분이었던 세인트마틴섬의 반을 이루는 생마르탱의 축구팀으로 1994년 11월 1일 앤티가 바부다와의 경기에서 국제 경기 데뷔전을 가졌다.

## 개요
FIFA 회원국이 아니므로 FIFA 주관 대회에는 참여하지 않지만 CONCACAF에서 주관하는 대회들에는 참가한다. 다만 현재까지도 CONCACAF 골드컵 본선 출전 기록은 전무하며 카리브컵 본선에도 2017년 대회를 끝으로 폐지될 때까지 단 1번도 출전하지 못했다.

## 국제 대회 경력

### CONCACAF 네이션스리그

#### 2019-20년 리그 C
2019-20 CONCACAF 네이션스리그 예선 34위로 리그 C에 편입된 뒤 바베이도스, 미국령 버진아일랜드, 케이맨 제도와 함께 A조에 편성되어 6경기 3승 3패·조 3위로 첫 시즌을 마쳤다.

#### 2022-23년 리그 C
2022-23 시즌 리그 C에서는 세인트키츠 네비스, 아루바와 B조에 편성되어 4경기 2무 2패·조 최하위의 성적으로 시즌을 마감했다.

#### 2023-24년 리그 C
2023-24 시즌에서도 리그 C에서 시작한 생마르탱은 보네르, 앵귈라와 함께 A조에 편성되어 4전 전승·조 1위로 CONCACAF 네이션스리그가 시작된 이래 첫 무패이자 국제 대회에서의 첫 무패의 성적으로 보네르와 함께 차기 시즌 리그 B 승격에 성공했다.

## 북중미 골드컵 기록
- 1991년 - 예선 탈락
- 1993년 ~ 2000년 - 불참
- 2002년 ~ 2013년 - 예선 탈락
- 2015년 - 불참
- 2017년 - 기권
- 2019년 ~ 2021년 - 예선 탈락

## 주요 선수
- 다비드 생틸
- 쥐드 생발
- 엘비스 플레밍
- 야닉 베예샤세